# Jeleń (gromada w powiecie działdowskim)
Jeleń – dawna gromada, czyli najmniejsza jednostka podziału terytorialnego Polskiej Rzeczypospolitej Ludowej w latach 1954–1972.
Gromady, z gromadzkimi radami narodowymi (GRN) jako organami władzy najniższego stopnia na wsi, funkcjonowały od reformy reorganizującej administrację wiejską przeprowadzonej jesienią 1954 do momentu ich zniesienia z dniem 1 stycznia 1973, tym samym wypierając organizację gminną w latach 1954–1972.
Gromadę Jeleń z siedzibą GRN w Jeleniu utworzono – jako jedną z 8759 gromad na obszarze Polski – w powiecie działdowskim w woj. olsztyńskim na mocy uchwały nr 12 WRN w Olsztynie z dnia 4 października 1954. W skład jednostki weszły obszary dotychczasowych gromad Jeleń i Koty ze zniesionej gminy Lidzbark, obszar dotychczasowej gromady Wąpiersk ze zniesionej gminy Kiełpiny oraz obszar dotychczasowej gromady Koszelewki ze zniesionej gminy Żabiny w tymże powiecie. Dla gromady ustalono 13 członków gromadzkiej rady narodowej.
Gromadę zniesiono 1 stycznia 1960, a jej obszar włączono do gromad Lidzbark (wsie Jeleń i Koty), Kiełpiny (wieś Wąpiersk)  i Żabiny (wieś Koszelewki) w tymże powiecie.